# Pierre Giudicelli
Pour les articles homonymes, voir Guidicelli.
Pierre Giudicelli est un footballeur français né le 8 juillet 1954 à Bastia (Haute-Corse). Il évolue au poste d'attaquant.

## Biographie
Pierre Guidicelli a notamment joué à Bastia, Alès et Thonon et a été meilleur buteur du championnat de France D2, groupe A en 1978, avec 19 buts. 
Il a disputé un total de 22 matchs en Division 1 avec Bastia.

## Carrière
- 1973-1976 : SC Bastia (D1)
- 1976-1979 : Alès (D2)
- 1979-1980 : Gazélec Ajaccio (D2)
- 1980-1981 : Montpellier HSC (D2)
- 1981-1983 : Thonon (D2)
- 1983-1984 : FC Yonnais (D2)
- 1984-1985 : Meaux[1]